# Heremietuil
De heremietuil (Ipimorpha retusa) is een vlinder uit de familie van de uilen (Noctuidae). De wetenschappelijke naam is gepubliceerd in 1761 door Linnaeus.
De soort komt voor in Europa.